# Alen Orman
Alen Orman (Bugojno, 31 maggio 1978) è un ex calciatore bosniaco naturalizzato austriaco.

## Biografia
Nato in Bosnia ed Erzegovina, è cresciuto in Austria e ne ha preso la cittadinanza.

## Carriera

### Club
Dopo avere militato in Austria nei primi anni della sua carriera, nel 2000 si è trasferito ai belgi dell'Anversa.
Ha militato per un anno coi belgi per poi trasferirsi agli scozzesi dell'Hibernian, in cui ha militato nel 2005. Nel mentre ha avuto due crisi epilettiche.
Dopo avere militato nel Thun e nella Dinamo Dresda nel 2007 ha fatto ritorno in patria accasandosi all'Altach.

### Nazionale
Il 20 novembre 2002 ha disputato la sua prima (e unica) partita con l'Austria nell'amichevole persa in casa per 0-1 contro la Norvegia.

## Statistiche

### Cronologia presenze e reti in nazionale
| Cronologia completa delle presenze e delle reti in nazionale ― Austria | Cronologia completa delle presenze e delle reti in nazionale ― Austria | Cronologia completa delle presenze e delle reti in nazionale ― Austria | Cronologia completa delle presenze e delle reti in nazionale ― Austria | Cronologia completa delle presenze e delle reti in nazionale ― Austria | Cronologia completa delle presenze e delle reti in nazionale ― Austria | Cronologia completa delle presenze e delle reti in nazionale ― Austria | Cronologia completa delle presenze e delle reti in nazionale ― Austria |
| Data                                                                   | Città                                                                  | In casa                                                                | Risultato                                                              | Ospiti                                                                 | Competizione                                                           | Reti                                                                   | Note                                                                   |
| ---------------------------------------------------------------------- | ---------------------------------------------------------------------- | ---------------------------------------------------------------------- | ---------------------------------------------------------------------- | ---------------------------------------------------------------------- | ---------------------------------------------------------------------- | ---------------------------------------------------------------------- | ---------------------------------------------------------------------- |
| 20-11-2002                                                             | Vienna                                                                 | Austria                                                                | 0 – 1                                                                  | Norvegia                                                               | Amichevole                                                             | -                                                                      |                                                                        |
| Totale                                                                 |                                                                        | Presenze                                                               | 1                                                                      |                                                                        | Reti                                                                   | 0                                                                      |                                                                        |